# Ilúvatar (banda)
Ilúvatar es un grupo de rock neoprogresivo de la ciudad de Baltimore, Maryland, Estados Unidos. Ha desarrollado un estilo basado en bandas como Marillion, Arena y Pendragon, con referencias a grandes de la década de 1970, como Genesis, Yes y King Crimson.

## Trayectoria
La banda fue creada en 1992 como continuación del grupo de covers Sojourn, fundado en 1983. El nombre hace referencia a Ilúvatar, el dios Supremo y Creador en el Universo de El Señor de los Anillos de J. R. R. Tolkien. Su primer álbum, homónimo, fue publicado en 1993, obra en la que el guitarrista original Tom Kraus coescribió la mayoría de las canciones. Kraus también contribuiría en algunas composiciones del segundo trabajo de la banda antes de partir para formar parte de Brave New World. 
En su segundo álbum, Children, que salió al mercado en 1995 también por el sello Kinesis, el bajista original Mick Trimble fue reemplazado por Dean Morekas. Posteriormente, el baterista Gary Chambers fue reemplazado por Rick Fleischmann, a quien se puede escuchar en algunas canciones del álbum Sideshow de 1997, una colección de canciones en vivo, versiones alternativas y trabajos inéditos. 
En la gira internacional Sideshow (1997), fue Allen Brunelle quien estuvo a cargo de la batería. Luego, en diciembre de ese mismo año, el nuevo baterista pasó a ser Chris Mack, quien estará en las grabaciones de su álbum de 1999 A story two days wide, mientras que Allen Brunelle se incorporaría a The Dark Aether Project. Después de ese disco, el cantante Glenn McLaughlin dejó la banda y si bien no hubo un anuncio oficial de disolución, se hizo el silencio alrededor de Ilúvatar. No publicaron un nuevo álbum sino hasta quince años después, en 2014, cuando salió a la luz From the silence, trabajo que fue lanzado a través del sello discográfico 10T Records.